# Cryptocephalus atriplicis
Cryptocephalus atriplicis – gatunek chrząszcza z rodziny stonkowatych i podrodziny Cryptocephalinae.
Gatunek ten został opisany w 1967 roku przez Igora Łopatina.
Chrząszcz palearktyczny, podawany z południowej części europejskiej Rosji, Azerbejdżanu i Kazachstanu.